# Bufalo mediterraneo italiano
La bufala mediterranea italiana (o bufalo mediterraneo italiano) è una razza di bufalo (Bubalus bubalis) riconosciuta in Italia ufficialmente nel 2000.
Il bufalo allevato in Italia appartiene alla grande famiglia del tipo River. Fino a pochi anni fa era definito bufalo di tipo mediterraneo, mentre oggi è riconosciuto come razza "Mediterranea Italiana". Tale traguardo è stato raggiunto grazie al lungo isolamento ed alla mancanza di incroci con bufale appartenenti allo stesso gruppo o a gruppi diversi allevati in altri Paesi del mondo. Ciò ha permesso, quindi, una evidente differenziazione morfo-funzionale nella popolazione italiana.
La razza è apprezzata per il latte generato dalle bufale, che è utilizzato per la produzione della mozzarella di bufala e altri formaggi come ricotta, scamorza, stracchino, burrata, tomino, yogurt; è anche apprezzata per la carne.

## Caratteri morfologici

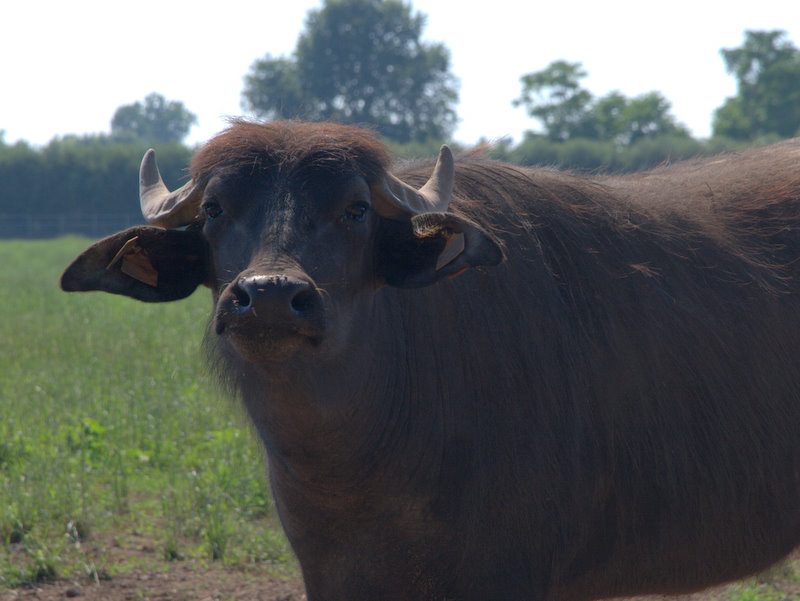
Una bufala di Paestum

- Testa: armonica, leggermente allungata, con ampio sincipite a profilo convesso, coperto di peli folti. Fronte breve e larga con profilo convesso molto accentuato nel maschio, naso largo e lungo a profilo rettilineo; padiglioni auricolari larghi e spessi, portati orizzontalmente con apertura in avanti, rivestiti di peli corti e radi all'esterno e lunghi e abbondanti all'interno. Occhi grandi, neri, ravvicinati, vivaci, mobili con sopracciglia e ciglia lunghe. Bocca larga con mascelle forti. Musello ampio, nero, con narici molto sviluppate e mobili.
- Corna: di colore bruno, simmetriche, lunghe 50–60 cm nel maschio e superiori nella femmina, dirette lateralmente e all'indietro, sezione alla base triangolare nei maschi e ovale nelle femmine, con solchi e rilievi trasversali sulla faccia craniale.
- Collo: poco voluminoso nella femmina, ricco di pliche verticali con margine dorsale leggermente incavato e ventrale rettilineo, convesso e privo di giogaia.
- Petto: forte e ampio per contribuire ad aumentare la cavità toracica, con plica cutanea a forma di borsa (cosiddetta punta di petto) voluminosa, più o meno carnosa negli animali anziani di entrambi i sessi.
- Garrese: esteso, lungo e bene arcuato, non molto largo, con rilievo mediano in corrispondenza delle apofisi spinose delle vertebre dorsali più pronunciato nei maschi.
- Dorso: lungo, largo, armonicamente fuso con le regioni adiacenti.
- Groppa: armonicamente sviluppata, tendente alla forma quadrata. Lievemente inclinata verso il posteriore con vertebre sacrali e coccigee leggermente rilevate ma non alte; attacco della coda non rientrato.
- Coda: larga alla base, giustamente lunga.
- Torace: largo e profondo, armonicamente fuso con le regioni adiacenti.
- Spalle: forti e ben attaccate.
- Lombi: larghi, robusti, allineati con il dorso.
- Addome: voluminoso ma non cadente, fuso col torace.
- Fianchi: pieni e profondi
- Arti: brevi nella porzione libera e ben muscolosi; in appiombo ben distanziati. Garretti forti larghi, con leggera angolatura; unghioni ben serrati e compatti, con suola alta, specie al tallone. Pastoie corte e forti.
- Mantello e pigmentazione: mantello dal bruno chiaro (aleardo) al marrone bruciato quasi nero, di colore più carico in corrispondenza della parte anteriore del tronco; peli radi, lunghi, più abbondanti nella parte libera degli arti. L'eventuale presenza di macchie bianche, occhi chiari e/o balzane viene considerata un difetto.
- Pelle: di colore ardesia o grigio scuro che scolora verso il rosso in corrispondenza delle pliche cutanee, specialmente nelle facce interne delle cosce e dell'attaccatura della mammella; musello, contorno degli occhi, orecchie, ano, vulva, prepuzio, scroto e unghioni neri.
- Mammella: ben conformata, distesa in avanti, di tessitura morbida, spugnosa, elastica, con pelle fine, untuosa e glabra, caudalmente ricca di pliche dopo la mungitura. Quarti regolari e armonicamente sviluppati. Capezzoli piuttosto lunghi, ben distanziati, verticali, vene addominali grosse ad andamento sinuoso, con fontane ampie, vene mammarie ben rilevate e visibili.
- Peso e lattazione: il maschio, in genere più tozzo e con il tronco più largo e più alto, raggiunge un peso di 700–800 kg; le femmine mediamente i 500 kg, con eccezioni di 600–650 kg. La durata media della gravidanza è di 316 giorni (da 312 a 321 giorni) e l'età media al primo parto si aggira sui 36-38 mesi. I bufalotti alla nascita pesano mediamente 38–39 kg (maschi) e 35–36 kg (femmine). Notevole la durata della carriera produttiva: fino a 18-20 anni e sino 15 lattazioni.

Denominazioni dei bufali alle varie età:
- Vitello/a: dalla nascita allo svezzamento
- Asseccaticcio/a: dallo svezzamento ai 12 mesi
- Annutolo: maschio dai 13 ai 24 mesi
- Annutola: femmina dai 13 mesi alla prima inseminazione
- Toro: maschio riproduttore
- Maglione: maschio castrato
- Giovenca: femmina prossima al parto
- Bufala: femmina che ha già partorito.[4][5]

## Malattie
Le malattie che colpiscono il bufalo mediterraneo italiano sono varie, ma le più diffuse sono brucellosi e barbone bufalino. Nel decennio 2012-2022 nella zona di Caserta furono abbattuti oltre 140.000 bufali e bufale per brucellosi.

## Storia
Secondo alcuni studiosi il bufalo italiano deriverebbe da esemplari di bufalo introdotti in epoca medioevale nell'Italia meridionale, dagli Arabi in Sicilia, per essere poi diffusi dai Normanni, mentre secondo altri sarebbe stato allevato in Italia fin dall'epoca greca e romana. Altri ancora sostengono l'origine autoctona,  ipotizzandone inoltre una diversità filogenetica. A sostegno di tale ipotesi vi sono anche ritrovamenti di resti fossili nella campagna romana e nell’isola di Pianosa, nell’arcipelago toscano.
La razza di bufalo “Mediterranea Italiana” viene riconosciuta ufficialmente nel 2000 dal MiPAAF, allo scopo di tutelare quelle caratteristiche definite attraverso un processo di isolamento avvenuto nel corso dei secoli.
La prima vera attestazione della presenza del bufalo la ritroviamo nei documenti dell'abbazia di Farfa (Lazio) nel XII secolo, e successivamente in epoca angioina (XIII secolo) in un decreto del re Carlo I d’Angiò, in cui si ordina di restituire un bufalo domito, cioè da lavoro.
È di questo periodo (XII secolo) la notizia secondo cui i monaci del monastero di San Lorenzo in Capua offrivano ai componenti del capitolo in occasione della celebrazione della festa del santo patrono una mozza o provatura unitamente ad un pezzo di pane. La tecnica di lavorazione era ormai nota in quanto si ha notizia che nel 1294 venivano inviate settimanalmente a Napoli provole dalla tenuta reale di Santa Felicita in Foggia.
Seppure appartenente alla famiglia dei bovidi, il bufalo è dotato di 48 cromosomi (carabao) o 50 arni e (bufalo domestico). Ciò determina l'impossibilità di incrocio con i bovini veri e propri (60 cromosomi).

## Diffusione di capi
I capi allevati sono in continuo incremento in quasi tutte le 20 regioni italiane e già da tempo particolarmente in Campania.
Lista delle regioni con relativo numero di capi presenti nel 2022, in ordine decrescente:
- Campania 304.161
- Lazio 87.918
- Puglia 13.963
- Lombardia 5.878
- Basilicata 5.165
- Piemonte 3.574
- Sicilia 2.505
- Veneto 2.355
- Calabria 1.586
- Friuli-Venezia Giulia 1.070
- Toscana 962
- Umbria 850
- Marche 801
- Molise 592
- Emilia-Romagna 270
- Abruzzo 178
- Sardegna 10
- Trentino-Alto Adige 10
- Liguria 2
- Valle d'Aosta 0

il totale dei capi allevati risultava essere 431.850 alla fine del 2022.